# Free solo

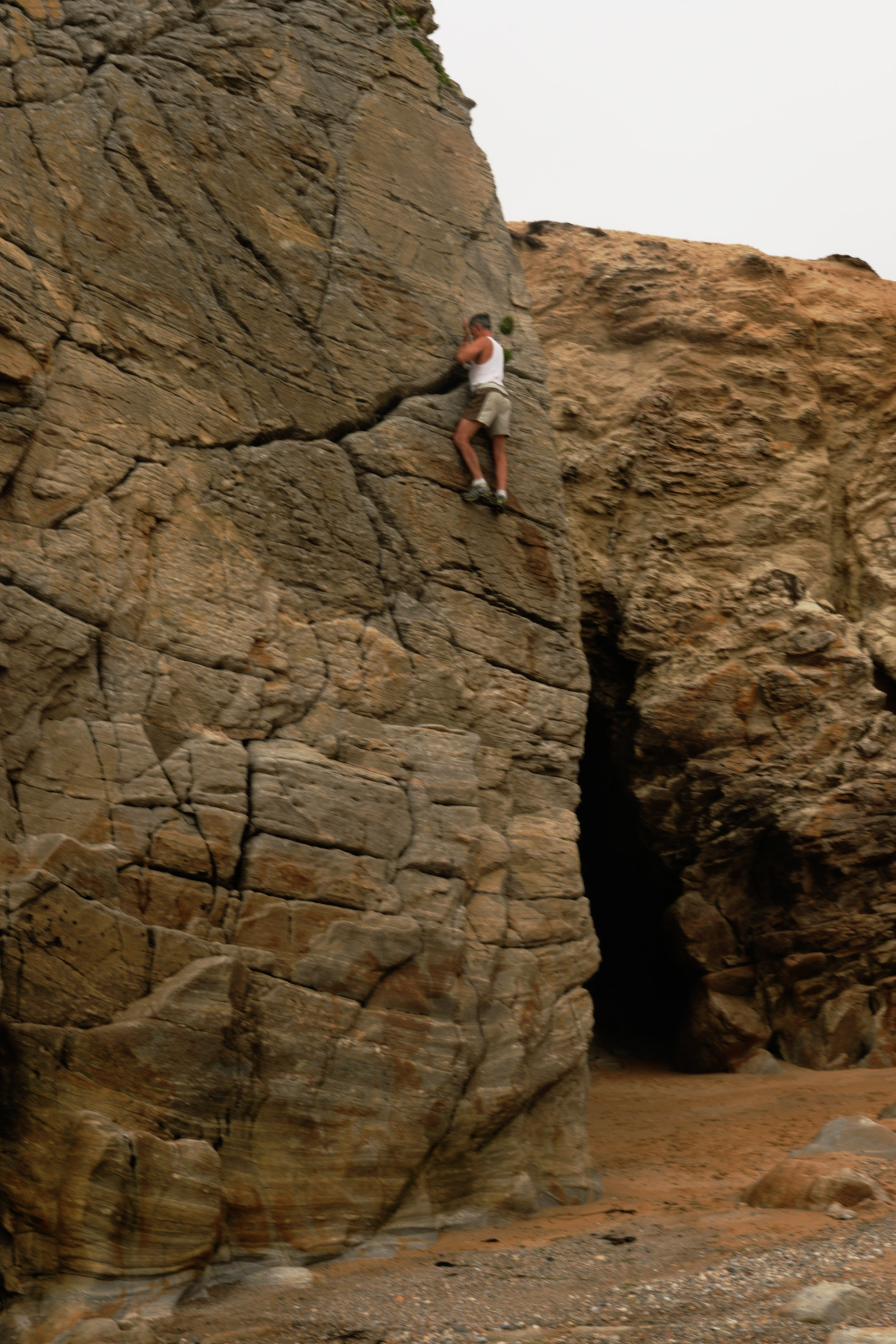
Arrampicatore a La Côte Sauvage (Saint-Pierre-Quiberon)

L'arrampicata solitaria senza assicurazione, conosciuta anche con il nome free solo, è una forma di arrampicata dove l'arrampicatore rinuncia a corde, imbragatura e qualsiasi altra protezione durante la scalata: ciò significa che un errore è spesso fatale. Il free solo non va confuso con l'arrampicata libera, dove le protezioni vengono usate, ma solo a fini di sicurezza e non per agevolare l'ascesa, e nemmeno con il bouldering dove i rischi sono assai limitati.
Gli arrampicatori che praticano questa attività devono avere un'ottima padronanza dei movimenti alpinistici e un altissimo grado di concentrazione. Le salite vengono svolte su vie e percorsi familiari all'arrampicatore e con difficoltà alla sua portata. Tuttavia, anche se il percorso è noto, lo scivolamento oppure il cambio delle condizioni meteorologiche rappresentano dei pericoli che spesso sono fatali.

## Arrampicatori noti
Questo sport ha prodotto alcuni arrampicatori ben noti, resi famosi dalle immagini, o video, in cui si vedono privi di protezioni mentre scalano pareti verticali. Uno fra i più famosi è il francese Alain Robert (soprannominato Spider-Man) che ha scalato dozzine di grattacieli in tutto il mondo e molte pareti rocciose senza protezioni.
Angelo Dibona è stato uno dei primi a scalare nello stile che oggi viene definito free solo.
Anche Paul Preuss, con le sue scalate slegato all'inizio del '900, fu uno dei primi a praticare il free solo.
Uno dei più grandi rocciatori e tra i primi a praticare ciò che oggi è chiamato free solo è stato Emilio Comici che nei primi decenni del '900 fece scalate senza nessuna assicurazione. 
Altri arrampicatori famosi per il free solo dal 1900 ad oggi sono: Dani Arnold, Ueli Steck, Alex Honnold, Cesare Maestri, Reinhold Messner, Henry Barber, John Bachar, Derek Hersey, Peter Croft, Dan Osman, Patrick Edlinger, Dean Potter, Michael Reardon, Maurizio Zanolla (Manolo), Alexander Huber, Hansjörg Auer, Michael Kemeter, Il Pacio, Ermanno Salvaterra, Marc-André Leclerc.

## Salite famose
- nel 1982 Patrick Edlinger sale in free solo in Verdon le vie Miroir du fou (scalzo) e Debiloff Profundicum (6c+). La salita fa parte del documentario Opéra Vertical del regista Jean-Paul Janssen.
- il 19 agosto 1985 Maurizio Giordani sale in free solo la via Tempi Moderni sulla Punta Rocca, parete sud della Marmolada, in 4h:05, via di 850 metri fino al 6c.[1][2]
- nel 1986 Wolfgang Güllich sale in free solo la via Separate Reality in Yosemite, via di 7b che consiste in un tetto di sei metri a 200 metri dal suolo.[3]
- nel 1987 Peter Croft sale in free solo in Yosemite le vie Astroman (330 metri, 6c+/5.11c) e The Rostrum (240 metri, 6c+/5.11c) in giornata.[4]
- nel 2002 Alexander Huber sale in free solo la via Hasse Brandler sulla parete nord della Cima Grande di Lavaredo, via di 550 metri fino al 7a+.[5]
- nel 2004 Alexander Huber sale in free solo Kommunist, via di 8b+ a Schleierwasserfall.[6]
- il 23 maggio 2005 Heinz Zak realizza la seconda free solo di Separate Reality.[3]
- il 27 luglio 2006 Alexander Huber sale in free solo la via Burgasser sulla parete sud del Dente del Gigante.[7]
- il 29 aprile 2007 Hansjörg Auer realizza la prima salita in free solo della via Attraverso il Pesce sulla parete sud della Marmolada, via di 900 metri fino al 7b+.[8]
- il 14 gennaio 2014, Alex Honnold sale in free solo la via El Sendero Luminoso (7b+, 500 m), Messico, impiegando due ore.
- nell'ottobre 2014 Alex Honnold realizza una ripetizione in free solo della via Heaven (7c) e della via Cosmic Debris (8a) nello Yosemite.
- il 3 giugno 2017 Alex Honnold è il primo al mondo a salire su El Capitan la via Freerider (7c) nella Yosemite Valley. Percorre i 900 metri in 3h:56 [9]

## Deep Water Soloing
Deep Water Soloing, anche conosciuta come psicobloc, è una forma di arrampicata solitaria senza assicurazione che si pratica su scogliere durante l'alta marea. L'unica forma di protezione è data dalla presenza dell'acqua alla base della parete.
Chris Sharma, il 28 settembre 2006, ha effettuato a Maiorca la prima salita di Es Pontas, una via scalata in Deep water soloing. La via ha un lancio di 2 metri e Sharma ha impiegato un centinaio di tentativi. Ha proposto il grado di 9b.

## Filmografia
- Free Solo, regia di Jimmy Chin ed Elizabeth Chai Vasarhelyi (2018)